# Léon Bouly
Léon Guillaume Bouly (1872–1932) foi um inventor francês que criou a palavra cinematógrafo.

## Cinematógrafo
Após a elaboração de dispositivos de cronofotografia, Bouly requereu a patente de um dispositivo reversível de fotografia e óptica para a análise e síntese de movimentos, chamando-o de Cynématographe Léon Bouly em 12 de fevereiro de 1892. Em 27 de dezembro de 1893, ele encurtou o nome do aparelho para cinématographe.

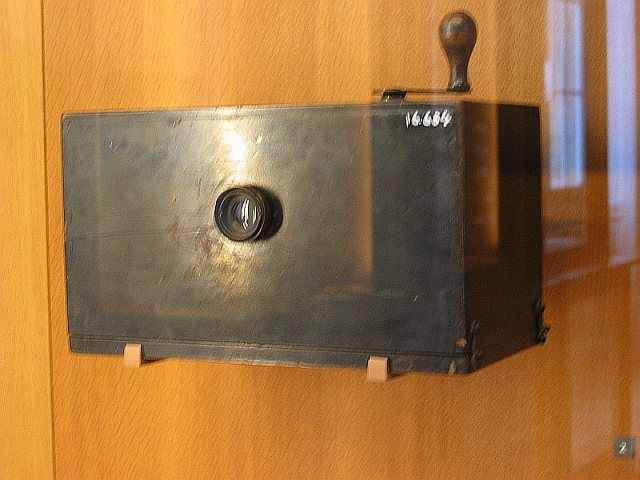
Dispositivo de Bouly

Este dispositivo é capaz de realizar tanto captação quanto projeção. Ele usa um filme sensível, sem perfurações, e todos os princípios exigidos pela cinematografia estão disponíveis. Dois desses dispositivos são conservados no Conservatoire National des Arts et Métiers, na França.
Em 1894, Bouly não pode pagar pelo direito de suas patentes e o nome "cinématographe" tornou-se disponível novamente, sendo patenteado pelos irmãos Lumière, que não são seus autores originais. Hoje, os historiadores modernos concordam sobre o fato de que Léon Bouly era, antes dos irmãos Lumière, o verdadeiro inventor original do termo cinématographe.

## História
León Bouly é uma das figuras mais misteriosas na história do cinema. Três anos antes dos irmãos Lumière, ele registrou uma patente para uma câmera instantânea para a obtenção automática e sem interrupção de uma série de negativos de análise de movimentos, o Cinematógrafo. Neste aparelho, o qual é usado para tirar fotografias, a película não perfurada é intermitentemente acionada por um rolo rotativo operando em combinação com uma pressão carregada para imobilizar o filme quando o obturador descobre a objetiva. Em 27 de dezembro de 1893, Bouly apresentou uma nova patente para o cinematógrafo, que desta vez é reversível para ser usada em visualização ou em projeção. Pelo menos dois modelos de cinematógrafos Bouly foram feitos por um homem chamado Gaillard, mecânico de precisão localizado no número 104 do Boulevard Voltaire, em Paris, mas eles não parecem ter dado satisfação e ninguém relatou ter visto o trabalho. Em 1894, Bouly não pagou a segunda parcela da sua patente e o nome do cinematógrafo tornou-se livre. Bouly então parece totalmente desinteressado pela imagem em movimento; A última vez que encontra-se o seu nome foi associado a Abel Cholet, no requerimento de uma patente para fonógrafo de banda flexível, em agosto de 1910. Em 1927, durante a criação da seção "Foto-Cinema", no Musée des Arts et Métiers, Gaillard doou dois dispositivos que ele tinha feito para Léon Bouly. Um terceiro dispositivo identificado como Cinématógrafo Bouly é mantido no George Eastman House, em Rochester, mas na verdade é um Cinébibliographe, um projeto posterior..
Ignorado na ' Histoire générale du cinéma, de Georges Sadoul (1950), e na Histoire du cinéma, de Jean Mitry (1965), o nome de Léon Bouly é citado em trabalhos mais recentes, que reconhecem hoje, com sua patente (nº 219350) que era, antes dos irmãos Lumière, o verdadeiro inventor, se não do mecanismo final, pelo menos da palavra cinematógrafo..